# Aulonocara brevinidus
Aulonocara brevinidus е вид бодлоперка от семейство Цихлиди (Cichlidae). Видът не е застрашен от изчезване.

## Разпространение
Разпространен е в Малави, Мозамбик и Танзания.

## Описание
На дължина достигат до 9,5 cm.